# Bruno Mignot
Bruno Mignot, né le 15 avril 1958 à Saint-Laurent-en-Caux (Seine-Maritime), est un footballeur français. 
Bruno Mignot connaît une carrière professionnelle relativement courte essentiellement au SC Bastia, en Ligue 1, puis au FC Rouen, en Ligue 2. Il est le père de Jean-Pascal Mignot, qui est également footballeur professionnel.

## Biographie
Natif de Seine-Maritime, Mignot découvre le haut-niveau avec le SC Bastia en 1978, en première division du championnat de France. Après une première saison prometteuse, il perd sa place de titulaire et signe en 1980 au FC Rouen, près de sa ville natale. Il y réalise deux saisons pleines en D2, qui s'achève sur une promotion en D1 en 1982. De nouveau relégué sur le banc, il part en 1983 à l'AS Libourne, puis après un an revient en Seine-Maritime, à l'US Fécamp, en Division 3. 
Il se reconvertit ensuite dans l'encadrement, notamment au Gallia club omnisports Bihorel dans les années 2000.

## Palmarès
- Champion de Division 2B en 1982 avec le FC Rouen